# Amanda Marshall
Amanda Lindsay Marshall (Toronto, 29 agosto 1972) è una cantante canadese.

## Biografia
Cresciuta nella sua città natale, Toronto, ha firmato il suo primo contratto discografico con l'etichetta Epic nel 1995, mettendosi così al lavoro per registrare il suo primo disco, l'eponimo Amanda Marshall pubblicato tra il 1995 e il 1996.
L'album ha riscosso un buon successo sia negli Stati Uniti che, in particolar modo, in Canada, dove ha raggiunto la quarta posizione della classifica degli album. L'album è stato supportato, nella promozione, da numerosi singoli tra cui Let It Rain, Beautiful Goodbye, Dark Horse, Fall from Grace, Sitting on the Top of the World e Birmingham. Nel 1997, inoltre, il brano I'll Be Okay contenuto nel suo primo disco è stato utilizzato come colonna sonora per il film Il matrimonio del mio migliore amico.
In seguito al successo del suo primo album si è messa al lavoro per realizzarne un secondo, Tuesday's Child, pubblicato sempre per l'etichetta Epic nel 1999, che ha raggiunto anch'esso la quarta posizione della classifica canadese. Anche da questo album una traccia è stata tratta per essere utilizzata come colonna sonora di un film; si trattava di Ride, utilizzata per il film Le riserve.
Il terzo album della cantante, Everybody's Got a Story, ha segnato una svolta di genere nella carriera della cantante, che è passata da sonorità pop ricercate all'R&B, stile musicale di particolare successo nel 2001, data della pubblicazione del disco. L'album ha riscosso un minore successo dei precedenti, ottenendo comunque discreti piazzamenti nelle classifiche di diversi paesi europei. Con il brano che ha dato il titolo aldisco ha inoltre partecipato, in Italia, al Festivalbar 2002.
Successivamente, la cantante non ha più avuto la possibilità di pubblicare nuovi dischi di inediti; tuttavia, sono state pubblicate alcune raccolte: Intermission: The Singles Collection (2003), Collections (2006) e The Steel Box Collection (2008).

## Discografia

### Album
- 1996 - Amanda Marshall
- 1999 - Tuesday's Child
- 2001 - Everybody's Got a Story
- 2023 - Heavy Lifting

### Raccolte
- 2003 - Intermission: The Singles Collection
- 2006 - Collections
- 2008 - The Steel Box Collection

### Singoli
- 1995 - Let It Rain
- 1996 - Birmingham
- 1996 - Fall from Grace
- 1996 - Beautiful Goodbye
- 1996 - Dark Horse
- 1997 - Sitting on Top of the World
- 1997 - Trust Me (This Is Love)
- 1997 - This Could Take All Night
- 1998 - Believe in You
- 1999 - Love Lift Me
- 1999 - If I Didn't Have You
- 2000 - Shades of Gray
- 2000 - Why Don't You Love Me?
- 2001 - Everybody's Got a Story
- 2002 - Sunday Morning After
- 2002 - Marry Me
- 2002 - Double Agent
- 2003 - The Voice Inside
- 2003 - Until We Fall In
- 2023 - I Hope She Cheats
- 2023 - Dawgcatche